# THE9
THE9(영어: THE NINE, 더 나인)은 2020년 5월 30일에 데뷔한 중화인민공화국의 연예 기획사 아이돌 청춘 소속의 9인조 걸 그룹이다.

## 활동

### 2020년: 데뷔
- 5월 30일, 중국의 동영상 사이트 플랫폼 아이치이에서 주최한 걸그룹 결성 프로젝트 서바이벌 프로그램 《청춘유니 시즌 2》의 '그룹 결성전'에서 최종 데뷔조 9명의 프로젝트 걸 그룹 'THE9'이 멤버 류위신, 위수신, 쉬자치, 위옌, 셰커인, 안치, 자오샤오탕, 쿵쉐얼, 루커란을 포함하여 결성되었다.

- 6월 17일, 후난위성텔레비전 618 슈퍼 나이트에서 《YES! OK!》와 《사냥 Hunt》 (猎 Hunt)를 공연하여 첫 그룹 쇼케이스 무대를 가졌다.

- 6월 30일, 그룹의 공식 팬덤명 'NINECHO(나인쵸)'가 발표되었다. 이는 'NINE ECHO(나인 에코)'를 줄인 것으로, 내포된 의미는 '9명의 소리를 늘 잊지 말자, 반드시 울려 퍼질 테니까(9人都有回音，念念不忘，必有回响)'라는 말을 담고 있다.

- 7월 4일, 공식 시나 웨이보에서 구성원 중의 안치가 그룹의 리더로 임명되었다.

- 8월 10일, 그룹의 미니 1집 《스핑크스X수수께끼》의 음반을 발매하였다.

- 12월 25일, 그룹의 미니 2집 《허구와 실제의X경계》의 음반을 발매하였다.

## 구성원
| 이름       | 소개 |
| ---------- | --- |
| 류위신     | - 이름: 刘雨昕／Liu Yuxin - 생년월일: 1997년 4월 20일(28세) - 출생지: 중화인민공화국 구이저우성 - 학력: 톈진 체육학원 및 문화 예술학원(天津体育学院运动与文化艺术学院) - 민족: 만주족 - 포지션:         |
| 위슈신     | - 이름: 虞书欣／Yu Shuxin - 생년월일: 1995년 12월 18일(29세) - 출생지: 중화인민공화국 상하이시 - 학력: 싱가포르 라사르 예술대학교(LASALLE College of the Arts) - 민족: 한족 - 포지션:                   |
| 쉬쟈치     | - 이름: 许佳琪／Xu Jiaqi - 생년월일: 1995년 8월 27일(29세) - 출생지: 중화인민공화국 저장성 타이저우시 - 학력: 상하이 영화 예술 직업학원(上海电影艺术职业学院) - 민족: 한족 - 포지션:                    |
| 위옌       | - 이름: 喻言／Yu Yan - 생년월일: 1997년 5월 26일(28세) - 출생지: 중화인민공화국 베이징시 - 학력: 베이징 법학 직업학원(北京政法职业学院) - 민족: 한족 - 포지션:                                          |
| 셰커인     | - 이름: 谢可寅／Xie Keyin - 생년월일: 1997년 1월 4일(28세) - 출생지: 중화인민공화국 쓰촨성 - 학력: 난징 예술학원(南京艺术学院) - 민족: 한족 - 포지션:                                                   |
| 안치       | - 이름: 安崎／An Qi - 본명: 천야신(陈雅馨, Chen Yaxin) - 생년월일: 1996년 5월 13일(29세) - 출생지: 중화인민공화국 충칭시 - 학력: 광시 예술학원(广西艺术学院) - 민족: 한족 - 포지션:                     |
| 쟈오샤오탕 | - 이름: 赵小棠／Zhao Xiaotang - 본명: 쟈오지아훼이(赵嘉慧, Zhao Jiahui) - 생년월일: 1997년 4월 2일(28세) - 출생지: 중화인민공화국 베이징시 - 학력: 베이징 무도학원(北京舞蹈学院) - 민족: 한족 - 포지션: |
| 콩쉬에얼   | - 이름: 孔雪儿／Kong Xue'er - 생년월일: 1996년 4월 30일(29세) - 출생지: 중화인민공화국 후베이성 첸장시 - 학력: 베이징시 20 고등학교(北京市二十中学) - 민족: 한족 - 포지션:                              |
| 루커란     | |

## 음반 목록

### 정규 앨범
| #   | 앨범 정보 | 트랙 리스트 |
| 1st | 《허구와 실제의X경계》 (虚实X境 MatriX) - 포맷: CD · 디지털 다운로드 · 스트리밍 - 발매일: 2020년 12월 25일 - 장르: C-POP - 유형: 디지털 앨범 - 언어: 중국어, 영어 - 레이블: 아이돌 청춘(爱豆青春) | 트랙 리스트 1. Dumb Dumb Bomb 2. BiuBiu (류위신) 3. Gwalla (위수신) 4. SKIN (쉬자치) 5. 장미의 꼭대기(蔷薇之巅) (위옌) 6. Comet (셰커인) 7. Yea (안치) 8. T.A.N.G (자오샤오탕) 9. Call Me By My Name (쿵쉐얼) 10. K' (루커란) |

### 미니 앨범
| #   | 앨범 정보 | 트랙 리스트                                 |
| 1st | 《스핑크스X수수께끼》 (斯芬克斯X谜 SphinX) - 포맷: CD · 디지털 다운로드 · 스트리밍 - 발매일: 2020년 8월 10일 - 장르: C-POP - 유형: 디지털 앨범 - 언어: 중국어, 영어 - 레이블: 아이돌 청춘(爱豆青春) | 트랙 리스트 1. 스핑크스(斯芬克斯) 2. Not Me |

## 같이 보기
- 리센느
- 경당소녀 303